# Plusiodonta nictites
Plusiodonta nictites är en fjärilsart som beskrevs av George Francis Hampson 1902. Plusiodonta nictites ingår i släktet Plusiodonta och familjen nattflyn. Inga underarter finns listade i Catalogue of Life.